# ویلیام ملینگ
ویلیام ملینگ (انگلیسی: William Melling؛ زادهٔ ۳۰ نوامبر ۱۹۹۴) یک هنرپیشه اهل بریتانیا است.
از فیلم‌ها یا برنامه‌های تلویزیونی که وی در آن نقش داشته است می‌توان به هری پاتر و جام آتش، هری پاتر و محفل ققنوس و ونیتی فیر اشاره کرد.